# New Forest West
Circonscription parlementaire de la Chambre des communes
Pour les articles homonymes, voir New Forest.
La circonscription de New Forest West est une circonscription parlementaire britannique située dans le Hampshire, et représentée à la Chambre des communes du Parlement britannique depuis 1997 par Desmond Swayne du Parti conservateur.

## Members of Parliament
| Élection | Élection | Membre             | Membre | Parti        |
| -------- | -------- | ------------------ | ------ | ------------ |
|          | 1997     | Sir Desmond Swayne |        | Conservateur |

## Élections

### Élections dans les années 2010
| Parti         | Parti                | Candidat             | Voix   | %     | ±    |
| ------------- | -------------------- | -------------------- | ------ | ----- | ---- |
|               | Conservateur         | Desmond Swayne       | 32,113 | 63,8  | -3.0 |
|               | Libéral Démocrate    | Jack Davies          | 7,710  | 15,3  | +5.7 |
|               | Travailliste         | Jo Graham            | 6,595  | 13,1  | -6.5 |
|               | Green                | Nicholas Bubb        | 3,888  | 7,7   | +4.8 |
| Majorité      | Majorité             | Majorité             | 24,403 | 48,5  | +1.3 |
| Participation | Participation        | Participation        | 50,556 | 71,3  | -1.8 |
|               | Conservateur retenir | Conservateur retenir | Swing  | -4.35 |      |

| Parti         | Parti                | Candidat             | Voix   | %     | ±    |
| ------------- | -------------------- | -------------------- | ------ | ----- | ---- |
|               | Conservateur         | Desmond Swayne       | 33,170 | 66,8  | +6.9 |
|               | Travailliste         | Jo Graham            | 9,739  | 19,6  | +8.8 |
|               | Libéral Démocrate    | Terry Scriven        | 4,781  | 9,6   | +2.7 |
|               | Green                | Janet Richards       | 1,454  | 2,9   | -2.9 |
|               | Pirate               | Des Hjerling         | 483    | 1,0   | +1.0 |
| Majorité      | Majorité             | Majorité             | 23,431 | 47,2  | +3.7 |
| Participation | Participation        | Participation        | 49,627 | 72,8  | +3.6 |
|               | Conservateur retenir | Conservateur retenir | Swing  | -0.95 |      |

| Parti         | Parti                | Candidat              | Voix   | %     | ±     |
| ------------- | -------------------- | --------------------- | ------ | ----- | ----- |
|               | Conservateur         | Desmond Swayne        | 28,420 | 59,9  | +1.1  |
|               | UKIP                 | Paul Bailey           | 7,816  | 16,5  | +10.6 |
|               | Travailliste         | Lena Samuels          | 5,133  | 10,8  | +1.0  |
|               | Libéral Démocrate    | Imogen Shepherd-DuBey | 3,293  | 6,9   | −16.4 |
|               | Green                | Janet Richards        | 2,748  | 5,8   | +3.6  |
| Majorité      | Majorité             | Majorité              | 20,604 | 43,5  | +8.0  |
| Participation | Participation        | Participation         | 47,410 | 69,2  | -7.4  |
|               | Conservateur retenir | Conservateur retenir  | Swing  | -4.75 |       |

| Parti         | Parti                | Candidat             | Voix   | %    | ±    |
| ------------- | -------------------- | -------------------- | ------ | ---- | ---- |
|               | Conservateur         | Desmond Swayne       | 27,980 | 58,8 | +2.9 |
|               | Libéral Démocrate    | Mike Plummer         | 11,084 | 23,3 | +4.1 |
|               | Travailliste         | Janice Hurne         | 4,666  | 9,8  | −6.7 |
|               | UKIP                 | Martin Lyon          | 2,783  | 5,9  | +1.7 |
|               | Green                | Janet Richards       | 1,059  | 2,2  | -1.8 |
| Majorité      | Majorité             | Majorité             | 16,896 | 35,5 | -2.0 |
| Participation | Participation        | Participation        | 47,572 | 69,6 | +3.5 |
|               | Conservateur retenir | Conservateur retenir | Swing  | −0.6 |      |

### Élections dans les années 2000
| Parti         | Parti                | Candidat             | Voix   | %    | ±    |
| ------------- | -------------------- | -------------------- | ------ | ---- | ---- |
|               | Conservateur         | Desmond Swayne       | 26,004 | 56,4 | +0.7 |
|               | Libéral Démocrate    | Murari Kaushik       | 8,719  | 18,9 | −6.9 |
|               | Travailliste         | Janice Hurne         | 7,590  | 16,5 | +1.8 |
|               | UKIP                 | Brian Lawrence       | 1,917  | 4,2  | +0.5 |
|               | Green                | Janet Richards       | 1,837  | 4,0  | N/A  |
| Majorité      | Majorité             | Majorité             | 17,285 | 37,5 | +7.6 |
| Participation | Participation        | Participation        | 46,067 | 66,5 | +1.4 |
|               | Conservateur retenir | Conservateur retenir | Swing  | +3.8 |      |

| Parti         | Parti                | Candidat             | Voix   | %    | ±    |
| ------------- | -------------------- | -------------------- | ------ | ---- | ---- |
|               | Conservateur         | Desmond Swayne       | 24,575 | 55,7 | +5.1 |
|               | Libéral Démocrate    | Michael Bignell      | 11,384 | 25,8 | −2.0 |
|               | Travailliste         | Crada N. Onuegbu     | 6,481  | 14,7 | +0.4 |
|               | UKIP                 | Michael Clark        | 1,647  | 3,7  | +0.6 |
| Majorité      | Majorité             | Majorité             | 13,191 | 29,9 | +7.1 |
| Participation | Participation        | Participation        | 44,087 | 65,0 | −9.7 |
|               | Conservateur retenir | Conservateur retenir | Swing  | +3.6 |      |

### Élections dans les années 1990
| Parti         | Parti                                  | Candidat           | Voix   | %    | ±   |
| ------------- | -------------------------------------- | ------------------ | ------ | ---- | --- |
|               | Conservateur                           | Desmond Swayne     | 25,149 | 50,6 | N/A |
|               | Libéral Démocrate                      | Robert C.H. Hale   | 13,817 | 27,8 | N/A |
|               | Travailliste                           | David R. Griffiths | 7,092  | 14,3 | N/A |
|               | Référendum                             | Maureen A. Elliott | 2,150  | 4,3  | N/A |
|               | UKIP                                   | Michael Holmes     | 1,542  | 3,1  | N/A |
| Majorité      | Majorité                               | Majorité           | 11,332 | 22,8 | N/A |
| Participation | Participation                          | Participation      | 49,750 | 74,7 | N/A |
|               | Conservateur vainqueur (nouveau siège) |                    |        |      |     |

## Sources
- Résultats élections, 2005 (BBC)
- Résultats élections, 1997 - 2001 (BBC)
- Résultats élections, 1997 - 2001 (Election Demon)
- Résultats élections, 1997 - 2005 (Guardian)